# The Rockettes

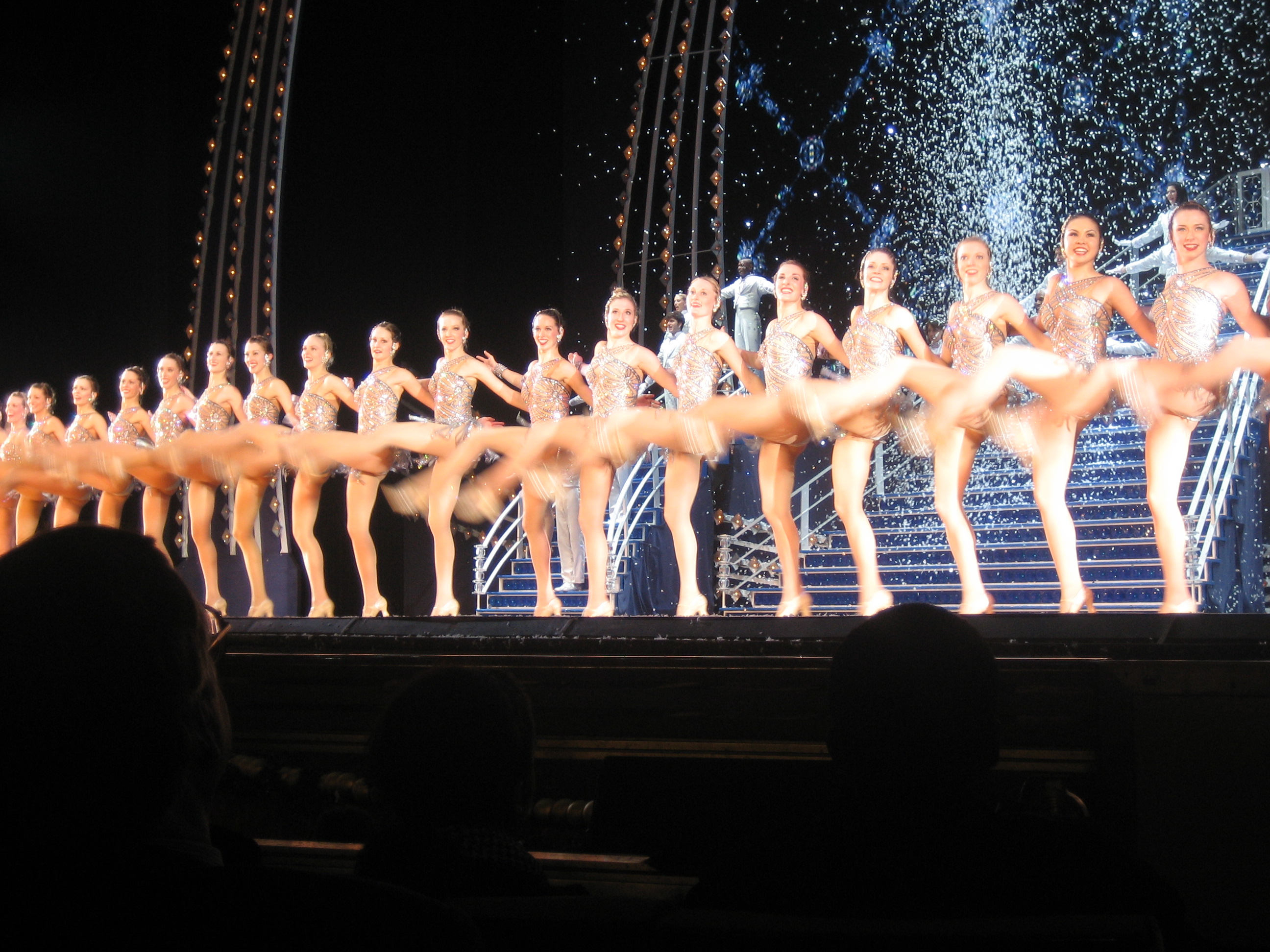
Die Rockettes sind für ihre Kickline bekannt.

 The Rockettes ist eine Showtanzgruppe aus den Vereinigten Staaten. Sie wurde 1925 in St. Louis (Missouri) gegründet. Seit dem 27. Dezember 1932 tanzen die „Rockettes“ in der Radio City Music Hall in New York.
Die Gruppe gilt als eine der besten Showtanzgruppen der Welt. Bekannt sind die Rockettes für besonders synchronen und linienhaltigen Formationstanz mit 36 Tänzerinnen, bei dem teilweise die Formation in gerader Linie als Ganzes rotiert oder zwei Teilformationen von 18 Tänzerinnen gegenläufig oder gleichläufig rotieren.
Die Rockettes bestehen aus 80 Tänzerinnen in Form von 2 kompletten Ensembles mit je 4 Ersatz-Tänzerinnen. Alle Tänzerinnen müssen 5’6’’ bis 5’10½’’ groß sein, also 167 cm bis 179 cm Körpergröße. Die Tänzerinnen treten, wenn sie in Reihen formiert sind, nach Größe sortiert auf, so dass die Größenunterschiede weniger auffallen.

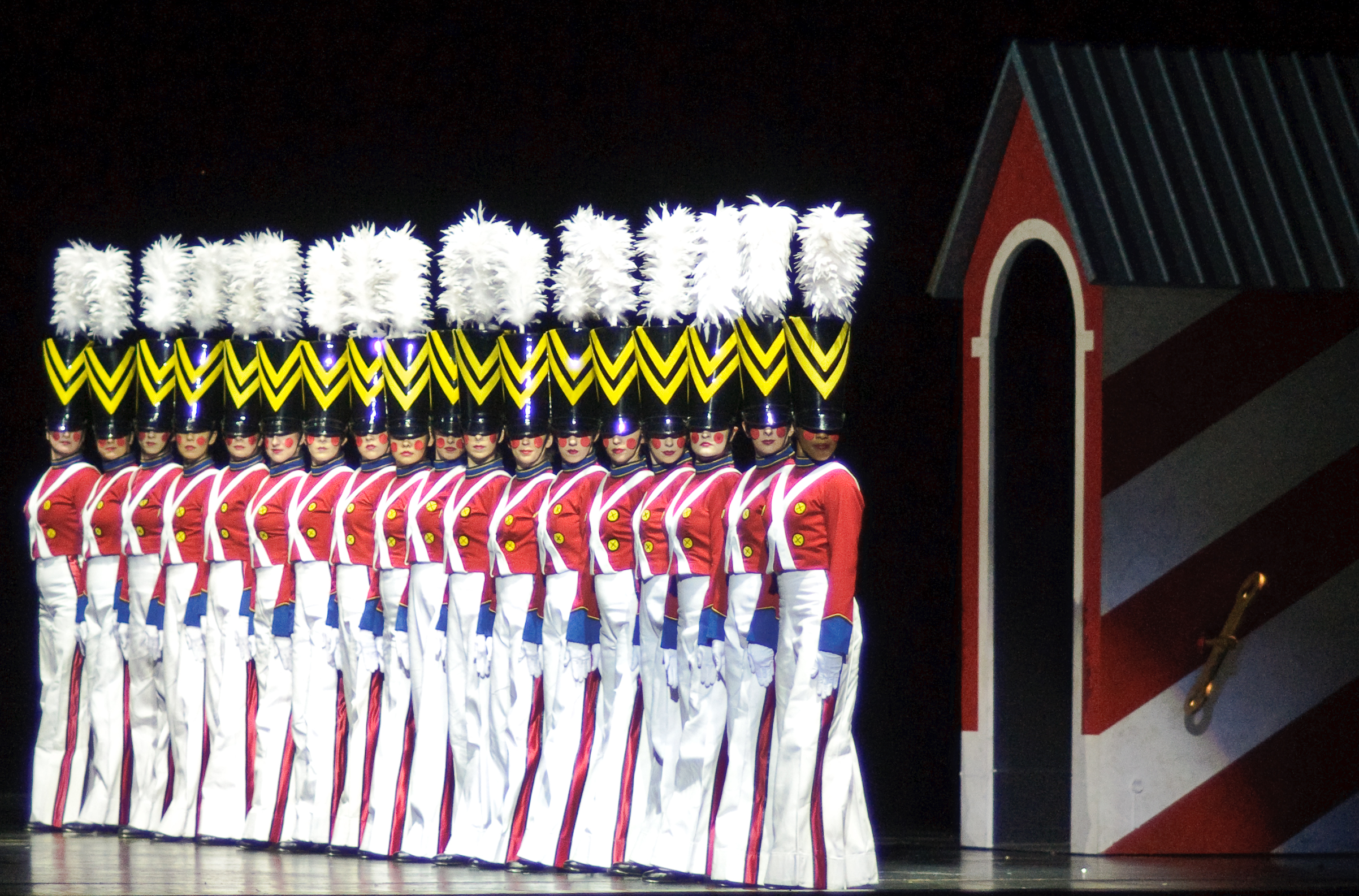
The Rockettes bei der Parade der Zinnsoldaten (The Parade of the Tin Soldiers)

Die bekannteste Show der Rockettes ist die weihnachtliche Show Christmas Spectacular, die seit 1933 in der Radio City Music Hall in New York City aufgeführt wird.
The Rockettes spielten zur Amtseinführung des gewählten US-Präsidenten Donald Trump am 20. Januar 2017 in Washington, D.C. Das Engagement soll zu internen Streitigkeiten geführt haben.